# توماس رومان (مخرج)
توماس رومان (بالفرنسية: Thomas Romain)‏ هو كاتب سيناريو ومصمم ومخرج فرنسي، ولد في 1 أغسطس 1977 في بيزنسون في فرنسا.

## وصلات خارجية
- توماس رومان على موقع IMDb (الإنجليزية)
- توماس رومان على موقع قاعدة بيانات الفيلم (الإنجليزية)
- توماس رومان على موقع ANN person (الإنجليزية)